# La Baïonnette
Pour les articles homonymes, voir Baïonnette.
La Baïonnette est un hebdomadaire satirique français qui parut de 1915 à 1920. 

## Histoire
Ce périodique fut créé à l’origine sous le nom de À la baïonnette le 23 janvier 1915 par le caricaturiste Henri Maigrot, dit « Henriot », collaborateur de L'Illustration et père d'Émile Henriot. Au début, Henriot fournit l’essentiel des dessins, durant 24 numéros, jusqu’au 3 juillet. Le prix est de 15 centimes pour 16 pages illustrées au format 31 × 22 cm.
Il tire son nom de la baïonnette et de l'expression « charger à la baïonnette », la charge était d'ailleurs son activité favorite puisque ce périodique, distribué aux poilus, se moquait de la « bêtise » des Allemands, ridiculisant par des caricatures le Kaiser Guillaume II ou le Kronprinz Guillaume de Prusse. 
Le magazine changea d'éditeur le 8 juillet 1915 et commença une nouvelle série, puis le mois suivant, à compter du 13 août, s'appela La Baïonnette. « L’Édition française illustrée » se charge de l'impression-vente, le siège parisien est au 8 boulevard des Capucines. Vendu d'abord 20 centimes, le prix passe ensuite à 25 centimes. La maquette, la férocité de certains dessins, ainsi que le choix des dessinateurs, rappellent L'Assiette au beurre.
Le siège passe ensuite au 30, rue de Provence à Paris. Le dernier numéro, le 250, sort le 22 avril 1920.
Ce support participait à la politique de soutien du moral des Français pendant la Première Guerre mondiale. Cependant, sa ligne éditoriale évolua durant le conflit en dénonçant et se moquant de l'encadrement militaire et des profiteurs de guerre.

## Caricaturistes principaux
Les artistes suivants ont contribué aux illustrations :
- Guy Arnoux
- Emmanuel Barcet
- Gus Bofa
- Leonetto Cappiello
- Marcel Capy
- Georges Delaw
- Aristide De Ranieri
- Fabien Fabiano
- Abel Faivre
- Henry Fournier
- André Foy
- Henry Gazan
- Charles Genty
- Charles Gesmar
- Albert Guillaume
- Cecil Howard
- Paul Iribe
- Charles Léandre
- Étienne Le Rallic
- Enzo Manfredini
- Lucien Métivet
- Ray Ordner
- Raymond Pallier
- Francisque Poulbot
- Sylvain Sauvage
- Sem
- Édouard Touraine
- Gerda Wegener
- Adolphe Willette